# Acanthamoeba
Acanthamoeba är ett amöbasläkte med encelliga eukaryota organismer. De upptäcktes för första gången 1930 i en jästkultur och fick sitt namn efter de taggiga ytstrukturerna som är karaktäristiska för släktet. Amöborna äter mikroorganismer, alger och jäst, som finns på ytor i många olika slags omgivningar. De drar till sig bytena med hjälp av sin taggiga ytstruktur.
Acanthamoeba-släktet innehåller de vanligaste amöbaarterna. Arterna finns spridda över hela världen. De har hittats i allt från jord, luft, avlopp, havsvatten, klorerade pooler, kranvatten, flaskvatten, sjukhus, luftkonditioneringsenheter och kontaktlinsbehållare. Man har även isolerat Acanthamoeba-arter från växter och djur som t.ex. fiskar, amfibier, reptiler och däggdjur. Hos människor har Acanthamoeba-arter påträffats på huden, i näshålan, i halsen och tarmarna.

## Biologi och livscykel
Acanthamoeba-släktet är utbrett över hela världen. Arterna kan både vara frilevande och parasiter. Som parasiter tar de sig oftast in i sin värd genom sår på huden, från kontaktlinser som legat i blöt och genom att värden råkat svälja vatten i samband med bad. Det är dock ovanligt att de infekterar människor.
Acanthamoeba-arternas livscykel består av två stadier. Trofozoitstadiet är den aktiva, födosökande formen. Födan består främst av bakterier, alger och jästceller, som  genom fagocytos och pinocytos. I trofozoitstadiet omges arterna ett flexibelt plasmamembran och är ca 25-40 μm i diameter. Det är trofozoitstadiet som infekterar människan. Det andra stadiet är en cysta, ett skyddande vilstadium.
Cystan har två cellväggar, som ger ett mekaniskt och kemiskt skydd. Den yttre väggen är uppbyggd av proteiner och polysackarider och den inre vägg innehåller cellulosa. Cystans storlek är ca 13-20 μm, men detta varierar mellan olika arter. Cystan bildas när omgivningen blir ogynnsam, exempelvis vid liten födotillgång, förändring i temperatur eller pH-värde. Cystorna är mycket tåliga och kan överleva ner till nollgradig temperatur i flera år. De kan dödas genom behandling med freon eller metylenoxid. Cystorna kan vara luftburna, vilket ökar dess spridningsförmåga, men de infekterar inte människor. Vid gynnsamma förhållanden återgår cystorna till att vara trofozoiter. Acanthamoeba-arterna kan växla mellan dessa stadier beroende på yttre miljöförutsättningar. Denna egenskap har gjort Acanthamoeba till modellorganismer för att bland annat studera celldiffusion. Cellerna innehåller, likt andra eukaryota organismer, golgiapparat, endoplasmatiskt nätverk (ER), fria ribosomer och ribosomer bundna till ER, mikrotubuli och många mitokondrier. Acanthamoeba-arterna har flera olika vakuoler i sin cytoplasma för bland annat födointag via fagocytos, reglering av vatten i cellen och ett stort antal glykosvakuoler. Oftast är det bara en cellkärna som upptar ungefär en sjättedel av hela amöban. Det förekommer att Acanthamoeba-celler har flera cellkärnor, men är det ovanligt jämfört med andra amöbasläkten. Trofozoiter av Acanthamoeba rör sig ovanligt snabbt jämfört med andra amöbor tack vare sina aktinfilament, ca 0,8 μm per sekund. Arterna förökar sig könlöst genom mitos, alltså genom celldelning i trofozoitstadiet. Under gynnsamma förhållanden är generationstiden 8-24 timmar. 

## Mångfald
Acanthamoeba skiljs traditionellt från andra släkten av amöbor utifrån morfologiska egenskaper. På grund av inomartsvariation kan det vara svårt att skilja de olika arterna åt. Tidigare har man delat in amöbor i distinkta grupper med ledning av cystans utseende. Det har dock visat sig ge en felaktig uppdelning som inte avspeglar släktskapsförhållandena. Det beror på att miljöfaktorer kan bidra till att variera cystans utveckling och storlek inom samma art. Numera skiljs arterna istället åt med molekylärbiologiska metoder. Sekvensanalys av DNA som kodar för 18S ribosomalt RNA (18S rDNA) har visat sig vara användbart för att skapa ordning i mångfalden inom släktet. I analysen framträder mönster av genetisk likhet för amöbaceller som är så lika varandra att de kan anses tillhöra samma art.  Fylogenetiska träd baserade på 18S sekvenser, urskiljer tre morfologiska grupper av Acanthamoeba som delas in i 12 unika sekvenstyper (T1-T12 genotyper). Olikheten mellan de 12 grupperna är minst 6 %. De amöbor som är mest sjukdomsframkallande tillhör gruppen T4, som också är den största gruppen. Vissa amöbor inom T4-gruppen låter sig dock inte enkelt inordnas. De liknar andra grupper för mycket för att kunna urskiljas med hjälp av 18S rDNA sekvensen. Osäkerheten innebär därför att en ny klassificering av Acanthamoeba kan bli aktuell i framtiden. Trots att klassificeringssystemet har utvecklats, så behöver det fortfarande förbättras. Sekvensdata av 18S rDNA kan ge oss information för genotyper eller grupperingar för de allra närmaste arterna. Analys av mitokondriellt 16S rDNA kan addera till data om subgrupper, särskilt i T4-kategorin där kliniska och miljö-isolat återfinns. En mer detaljerad bild av molekylära karaktärer kan isoenzym analys bidra till. Nedan följer en lista med följande arter inom Acanthamoeba, med kända sekvensnummer angivna. Arter som har identifierats i sjuka patienter har markerats med *.
- A. astronyxis* (T7)
- A. byersi*
- A. castellanii* (T4)
- A. comandoni (T9)
- A. culbertsoni* (T10)
- A. divionensis (T4)
- A. griffini (T3)
- A. hatchetti* (T11)
- A. healyi (T12)
- A. jacobsi
- A. keratitis*
- A. lenticulata (T3)
- A. lugdunensis* (T4)
- A. mauritaniensis (T4)
- A. palestinensis* (T1)
- A. paradivionensis (T4)
- A. pearcei
- A. polyphaga* (T4)
- A. pustulosa (T2)
- A. quina*
- A. rhysodes* (T4)
- A. royreba
- A. stevensoni (T11)
- A. terricola (renamed A. castellanii Poussard)
- A. triangularis (T4)
- A. tubiashi (T8)